# Sergei Vavilov
Sergei Ivanovitch Vavilov (russo:  Серге́й Ива́нович Вави́лов; Moscou, Império Russo, 24 de março de 1891 — Moscou, União Soviética, 25 de janeiro de 1951) foi um físico soviético. Foi presidente da Academia de Ciências da URSS, de 1945 até morrer.
Seu irmão mais velho Nikolai Vavilov foi um geneticista russo.